# BCS Group
BCS Group, acronimo di "Bonetti, Castoldi, Speroni", è un gruppo italiano, specializzato nella progettazione e produzione di trattori, macchine per la manutenzione del verde, motocoltivatori, motofalciatrici, attrezzature per fienagione, gruppi elettrogeni e motosaldatrici.

## Storia
La sede principale della holding è situata ad Abbiategrasso (Milano), località nella quale nel 1943 l'Ing. Luigi Castoldi fondò la BCS S.p.A., capostipite dell'attuale Gruppo.

## Il Gruppo BCS
Il Gruppo BCS è una compagnia multinazionale nel settore della meccanizzazione. Progetta e costruisce:
- macchine agricole, rappresentate dai marchi commerciali BCS, Ferrari, Pasquali,
- per la manutenzione del verde con il marchio MA.TRA.,
- macchine per la produzione di energia elettrica autonoma e saldatura, rappresentate dal marchio MOSA.

L'attività produttiva può contare su tre stabilimenti in Italia (Abbiategrasso, Luzzara e Cusago) che coprono una superficie totale di oltre 360.000 m², ciascuno dei quali dedicato ad una linea di prodotto specifica.
Nel mondo il Gruppo BCS è presente con filiali commerciali in Spagna, Portogallo, Francia, Germania, India, Cina e Brasile, un ufficio di rappresentanza in Russia e oltre 300 importatori in tutti i continenti.

## Stabilimenti di produzione
- Abbiategrasso (Milano)
- Cusago (Milano)
- Luzzara (Reggio Emilia)

## Produzione odierna
- Motofalciatrici
- Motocoltivatori
- Manutenzione del verde
- Macchine per fienagione
- Trattori isodiametrici (Invictus, Valiant, Vithar, Volcan)
- Trattori convenzionali (Vivid, Volcan SDT)
- Gruppi elettrogeni

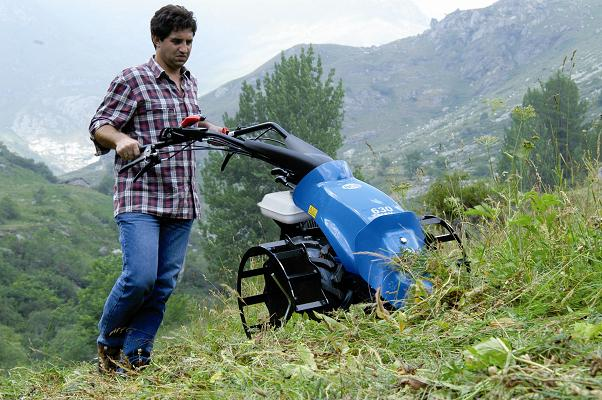
Motofalciatrici serie MAX.
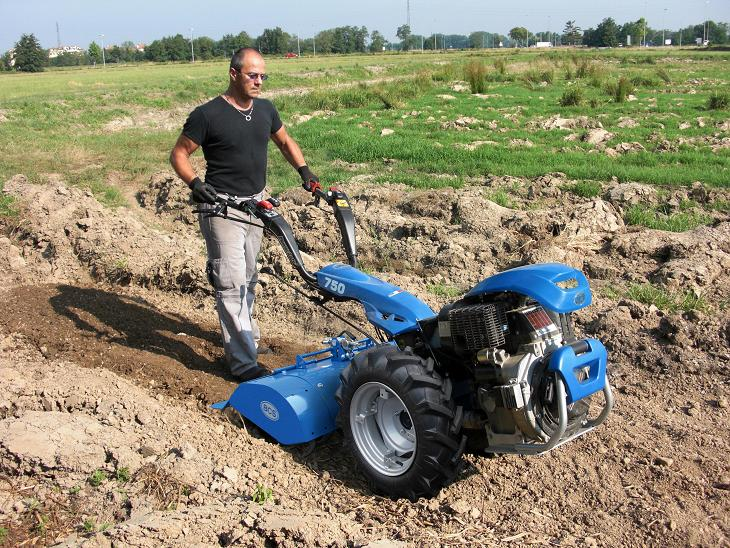
Motocoltivatori serie PowerSafe.
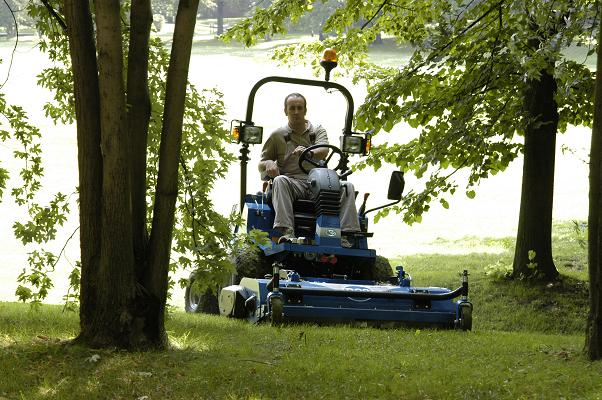
Manutenzione del verde serie MA.TRA.
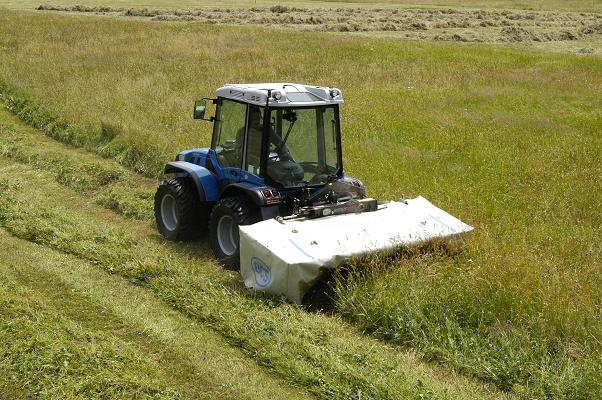
Fienagione serie ROTEX.
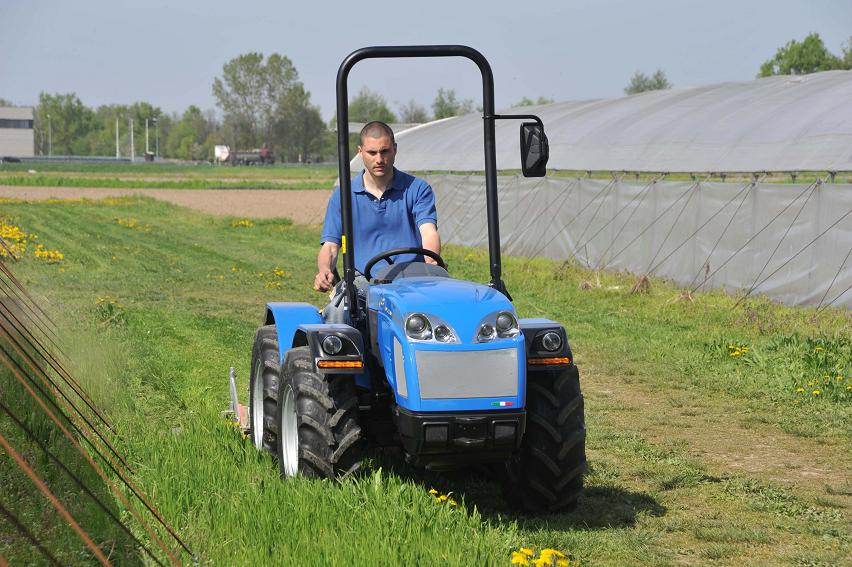
Invictus.
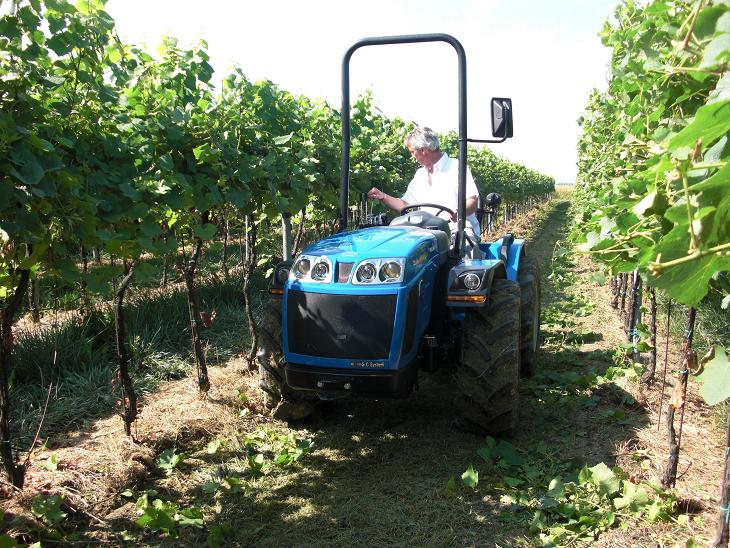
Valiant.
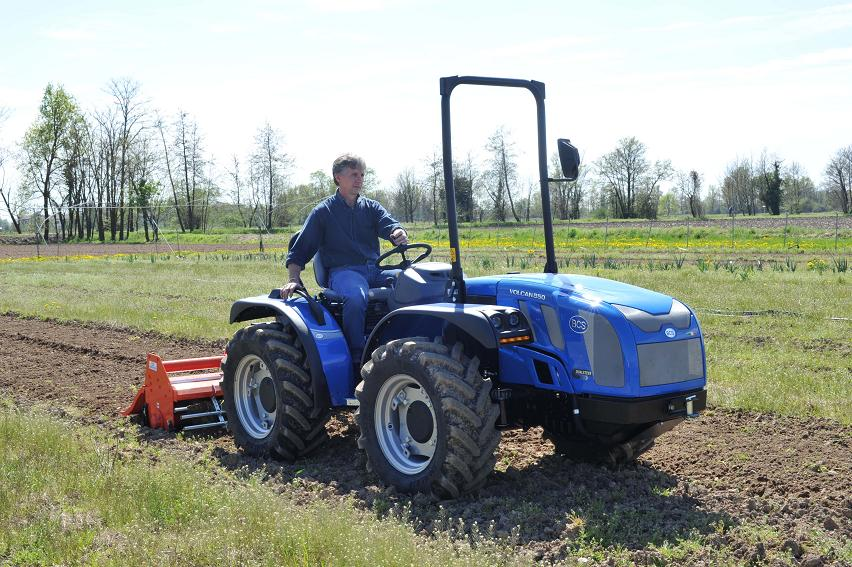
Volcan.
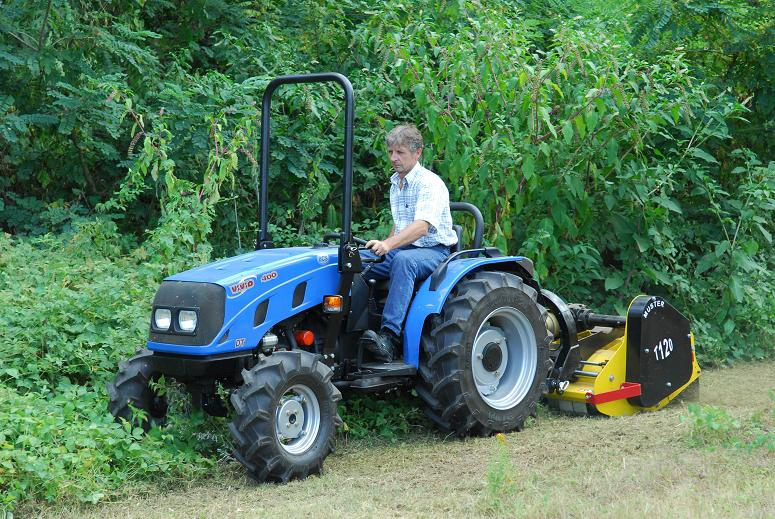
Vivid.
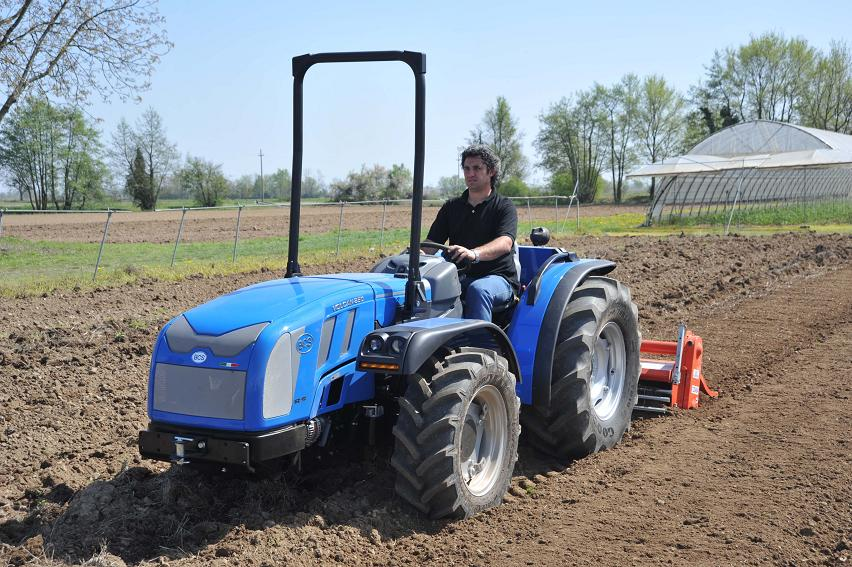
Volcan SDT.
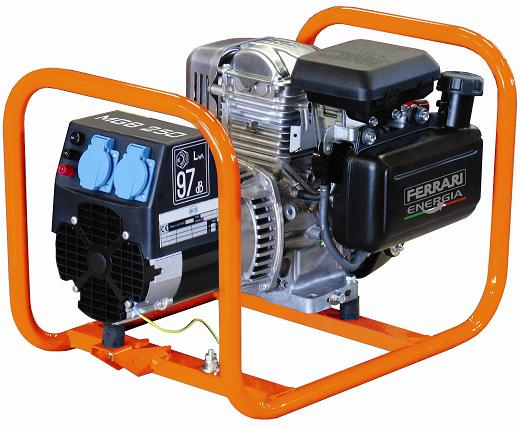
Gruppi elettrogeni.
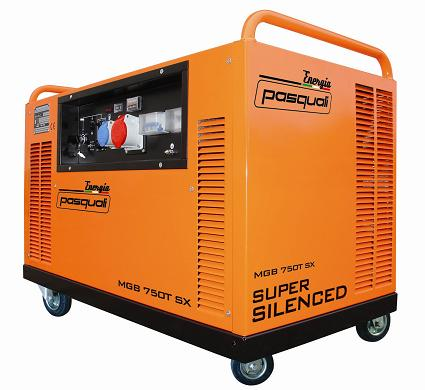
Gruppi elettrogeni.